# Плав
Плав (чорн. Plav/Плав) — місто в Чорногорії, адміністративний центр Плавської общини. Населення — 3615 (2003).

## Інтернет-ресурси
Плав у Вікімандрах
- Plav
- Visit-Montenegro.com
- FK Jezero Plav
- Plav-Gusinje

| Чорногорія | Це незавершена стаття з географії Чорногорії. Ви можете допомогти проєкту, виправивши або дописавши її. |